# Hydrilla verticillata
Espèce
Classification phylogénétique
Statut de conservation UICN

 LC  : Préoccupation mineure
Hydrilla verticillata est une espèce de plantes aquatiques de la famille des Hydrocharitaceae originaire d'Asie et du nord de l'Australie. On la retrouve un peu partout sur le globe.

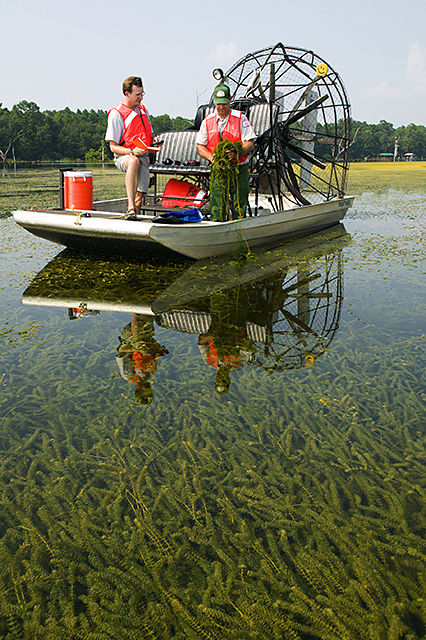
Cours d'eau saturé dHydrilla verticillata, dans le nord de la Floride

## Description

### Aspect général
L'espèce est une plante aquatique ramifiée, fixée au sol, pouvant mesurer jusqu'à 8 mètres de long.

### Feuilles
Les feuilles sont verticillées, plus nombreuses en haut de la tige qu'en bas.

### Fleurs
La fleur, rouge pâle et de 3 millimètres de diamètre, s'épanouir à la surface de l'eau. Elle est dotée de 3 pétales et 3 sépales.

### Fruits
Les fruits contiennent jusqu'à 6 graines brunes ou vert foncé.

## Caractère envahissant
L'espèce est considérée comme envahissante dans la plupart des zones géographiques où elle a été introduite.
Elle forme des peuplements compacts pouvant conduire à l'envasement des cours d'eau. Cela favorise les gîtes larvaires pour les moustiques, conséquence redoutée notamment en Nouvelle-Calédonie où sévit la dengue.
Elle déplace les plantes indigènes et leur fait de l'ombre, ce qui nuit à leur développement. Elle peut aussi perturber les activités humaines, notamment la navigation de plaisance, la pêche et la baignade. Très résistante, elle supporte jusqu'à 7% de salinité.
En Nouvelle-Calédonie, le Code de l'environnement de la Province Sud interdit l’introduction dans la nature de cette espèce ainsi que sa production, son transport, son utilisation, son colportage, sa cession, sa mise en vente, sa vente ou son achat.

## Espèce modèle
Cette espèce (ainsi que Vallisneria natans) a récemment servi à l'étude des effets des apports de résidus de glyphosate sur la flore des eaux douces, étude qui après exposition des deux espèces en milieu contrôlé (culture hydroponique) à divers taux de glyphosate (0, 1, 10, 20, 30, 40, 50 et 80 mg/litre) en culture hydroponique après un et sept jour(s) a montré que le glyphosate peut induire un stress oxydatif chez H. verticillate mais pas chez V. natans bien que le glyphosate diminue chez cette espèce les activités de la catalase ; V. natans résiste mieux au glyphosate que H. verticillata.